# Slag bij Fairfield
De Slag bij Fairfield vond plaats op 3 juli 1863 in Adams County Pennsylvania tijdens de Amerikaanse Burgeroorlog. Deze slag maakt geen deel uit van de Slag bij Gettysburg. Na een gevecht tussen de cavalerie van beide partijen, slaagden de Zuidelijken erin om de Hagerstown Road open te houden. Deze weg zou de volgende dagen gebruikt worden door het Army of Northern Virginia op zijn terugtocht na Gettysburg.

## Achtergrond
Het merendeel van de Zuidelijke cavalerie werd ingezet door generaal-majoor J.E.B. Stuart tijdens zijn raid in Maryland en Pennsylvania. Lee had echter verschillende brigades achter de hand gehouden om de verschillende passen tussen de Shenandoah- en Cumberlandvalleien te beschermen. Een van deze brigades werd aangevoerd door brigadegeneraal William E. "Grumble" Jones. Hij had de 35th Battalion, Virginia Cavalry gedetacheerd om de infanterie van Jubal Early te versterken. De rest stond nog onder zijn bevel. Jones had raids uitgevoerd op de Baltimore & Ohio Spoorweg in Virginia en Maryland. Hij kreeg orders van Lee, om de Hagerstown Road in Pennsylvania te beveiligen zodat het Zuidelijke leger (indien nodig) zich veilig kon terugtrekken. Op 1 juli stak Jones de Potomac over en detacheerde de 12th Virginia Cavalry om de oversteekplaats te bewaken. Jones’ strijdmacht bestond nu nog uit de 6th Virginia Cavalry, 7th Virginia Cavalry, 11th Virginia Cavalry en Preston Chews Battery of horse artillery. Op 3 juli bereikten ze de Hagerstown Road bij Fairfield.
De Noordelijke brigadegeneraal Wesley Merrit had rapporten ontvangen over een Zuidelijke bagagetrein, die zich in de buurt zou moeten bevinden. Hij stuurde de 6th U.S. Cavalry onder leiding van major Samuel H. Starr eropuit om de bagagetrein te lokaliseren en te veroveren. Starr verdeelde zijn eenheid in drie colonnes om de zoektocht in te zetten.

## De slag
Eén colonne botste op de voorposten van de 7th Virginia Cavalry en trok zich snel terug toen de vijand versterking kreeg. Starr nam poolshoogte en liet zijn soldaten afstijgen. Hij stelde ze op in een boomgaard en langs beiden zijden van de weg. De Noordelijken sloegen een charge af van de 7th Virginia. De Zuidelijke batterij opende het vuur op de stellingen van Starr. De 7th Virginia, versterkt met de 6th Virginia, voerde een nieuwe charge uit. Starr moest zich met zware verliezen terugtrekken. Jones zette de achtervolging in tot bij Fairfield Gap maar moest dan opgeven.

## Gevolgen
De Noordelijken verloren 6 doden, 28 gewonden en 208 vermisten (dit waren voornamelijk krijgsgevangenen). De Zuidelijken telden 8 doden, 21 gewonden en 5 vermisten. Jones sloeg zijn kamp op bij Fairfield en hield zo de weg open voor de terugtocht van het Army of Northern Virginia.